# Landkreis Breisgau-Hochschwarzwald
Der Landkreis Breisgau-Hochschwarzwald liegt im Südwesten Baden-Württembergs (Deutschland). Dem Kreis gehören 50 Städte und Gemeinden mit 133 Ortsteilen an. Der Kreis selbst gehört zum Verband Region Südlicher Oberrhein innerhalb des Regierungsbezirks Freiburg.
Das Landratsamt hat seinen Sitz in Freiburg im Breisgau: Die Stadt wird vom Landkreis fast völlig umschlossen, gehört aber nicht zu diesem. Darüber hinaus unterhält das Landratsamt drei Außenstellen in Müllheim im Markgräflerland, Titisee-Neustadt und Breisach am Rhein.
Mit einer Fläche von 1378,3 km² ist der Landkreis Breisgau-Hochschwarzwald der sechstgrößte in Baden-Württemberg. Davon sind 131,0 km² Siedlungs- und Verkehrsflächen (Stand 1997). Der Kreis hat in Ost-West-Richtung eine Ausdehnung von 65 km und in Nord-Süd von 42 km.

## Geografie

### Lage
Der Landkreis umfasst landschaftlich unterschiedliche Gebiete: in der Oberrheinebene liegen das Markgräflerland mit der Vorbergzone, dem sich weiter nördlich der Breisgau mit dem Kaiserstuhl, dem Tuniberg und dem Nimberg anschließen.
Der Schwarzwald umfasst die zur Rheinebene geöffneten Seitentäler (Glottertal, Dreisamtal, Höllental und Münstertal), den Hochschwarzwald mit seiner höchsten Erhebung, dem Feldberg, und reicht bis an die Hochebene der Baar.
Mitten im Kreisgebiet liegt die Fläche des Stadtkreises Freiburg, welcher fast vollständig vom Landkreis Breisgau-Hochschwarzwald umschlossen wird. Lediglich auf seiner Nordseite hat der Stadtkreis Freiburg eine drei Kilometer lange gemeinsame Grenze zur Gemeinde Vörstetten und somit zum Landkreis Emmendingen.

### Nachbarkreise
Der Landkreis Breisgau-Hochschwarzwald grenzt im Uhrzeigersinn im Norden beginnend an die Landkreise Emmendingen, Schwarzwald-Baar-Kreis, Waldshut und Lörrach. Der Rhein bildet im Westen die Staatsgrenze zu Frankreich. Dort liegt das Département Haut-Rhin.

### Flächenaufteilung
Nach Daten des Statistischen Landesamtes, Stand 2015.

### Klima
Das Klima im Landkreis ist sehr unterschiedlich. Mit Ihringen als Ort mit der höchsten Jahresdurchschnittstemperatur in Deutschland und dem Feldberggipfel liegt sowohl der wärmste als auch der kälteste Ort Baden-Württembergs im Landkreis Breisgau-Hochschwarzwald. Klimatisch zählt der Landkreis zu den wärmsten Regionen in Deutschland: die mittlere Jahrestemperatur liegt im Rheintal bei 11 °C, die durchschnittliche Niederschlagsmenge bei ca. 900 mm, die Sonnenscheindauer bei ca. 1800 Stunden. In der Kreisgemeinde March wurde am 13. August 2003 mit 40,2 °C die damals höchste jemals in Deutschland gemessene Temperatur registriert.  Diesen Wert teilte sich March noch mit Gärmersdorf bei Amberg, Freiburg und Karlsruhe.

### Geologie
Der Landkreis Breisgau-Hochschwarzwald liegt in dem vom Land Baden-Württemberg ermittelten Radonvorsorgegebiet. Diese sind laut Strahlenschutzgesetz verpflichtend zu ermitteln sowie festzulegen und betreffen folgende Gemeinden (Stand 15. Dezember 2020):
- Bollschweil (Gemeinde-Kennziffer 8315014)
- Horben (Gemeinde-Kennziffer 8315056)
- Münstertal (Gemeinde-Kennziffer 8315130)
- Oberried (Gemeinde-Kennziffer 8315084)
- Schluchsee (Gemeinde-Kennziffer 8315102)

### Naturschutz
Der Landkreis Breisgau-Hochschwarzwald besitzt folgende 48 Naturschutzgebiete. Nach der Schutzgebietsstatistik der Landesanstalt für Umwelt, Messungen und Naturschutz Baden-Württemberg (LUBW) stehen 6.307,31 Hektar der Kreisfläche unter Naturschutz, das sind 4,58 Prozent.
1. Badberg, 65,6 ha, Stadt Vogtsburg im Kaiserstuhl
2. Bannwald Faulbach, 21,6 ha, Gemeinde Oberried
3. Bannwald Konventwald, 15,4 ha, Gemeinde Stegen
4. Belchen, 1614,8 ha (davon 374,8 ha im Landkreis Breisgau-Hochschwarzwald), Gemeinde Münstertal
5. Berghauser Matten, 151,3 ha, Gemeinden Ebringen, Sölden, Wittnau
6. Bisten, 113,9 ha, Gemeinde Hinterzarten
7. Bitzenberg, 2,8 ha, Stadt Vogtsburg im Kaiserstuhl
8. Büchsenberg, 11,9 ha, Stadt Vogtsburg im Kaiserstuhl
9. Dachslöcher Buck, 6,4 ha, Stadt Vogtsburg im Kaiserstuhl
10. Dreherhofmoor, 4,4 ha, Gemeinde Breitnau
11. Ebnet, 1,5 ha, Stadt Vogtsburg im Kaiserstuhl
12. Erlenbruckmoor, 17,5 ha, Gemeinde Hinterzarten
13. Eschengrundmoos, 40,3 ha, Gemeinde Hinterzarten
14. Feldberg, 4226,7 ha (davon 2341,3 ha im Landkreis Breisgau-Hochschwarzwald), Gemeinden Feldberg, Hinterzarten, Oberried, Schluchsee
15. Flugplatz Bremgarten, 159,7 ha, Gemeinden Eschbach, Hartheim am Rhein, Städte Heitersheim, Neuenburg am Rhein
16. Haselschacher Buck, 70,8 ha, Stadt Vogtsburg im Kaiserstuhl
17. Häuslematt, 7,2 ha, Gemeinden St. Peter, Simonswald
18. Hinterzartener Moor, 82,7 ha, Gemeinde Hinterzarten
19. Hirschenmoor, 10,1 ha, Gemeinde Breitnau
20. Hochstetter Feld, 6,2 ha, Stadt Breisach
21. Humbrühl-Rohrmatten, 25,8 ha (davon 4,8 ha im Landkreis Breisgau-Hochschwarzwald), Gemeinden Gottenheim, Umkirch
22. Innerberg, 18,8 ha, Gemeinde Badenweiler, Stadt Müllheim
23. Jennetal, 22,6 ha, Gemeinde Ebringen
24. Kastelberg, 10,0 ha, Gemeinde Ballrechten-Dottingen
25. Mühlmatten, 39,0 ha (davon 19,4 ha im Landkreis Breisgau-Hochschwarzwald), Gemeinde March
26. Neuershausener Mooswald, 48,6 ha, Gemeinde March
27. Oberbergener Scheibenbuck, 5,3 ha, Stadt Vogtsburg im Kaiserstuhl
28. Ochsenberg-Litzelstetten, 59,9 ha, Stadt Löffingen
29. Ohrberg, 9,8 ha, Stadt Vogtsburg im Kaiserstuhl
30. Ölberg Ehrenstetten, 23,8 ha, Gemeinde Ehrenkirchen
31. Rappennestgießen, 51,0 ha, Stadt Vogtsburg im Kaiserstuhl
32. Rheinhalde Burkheim, 2,0 ha, Stadt Vogtsburg im Kaiserstuhl
33. Rötenbacher Wiesen, 217,4 ha, Stadt Löffingen, Gemeinde Friedenweiler
34. Rotmeer, 47,2 ha, Gemeinde Feldberg
35. Schauinsland, 1053,0 ha (davon 723,6 ha im Landkreis Breisgau-Hochschwarzwald), Gemeinden Bollschweil, Oberried, Münstertal
36. Scheibenbuck-Bluttenbuck, 7,4 ha, Stadt Vogtsburg im Kaiserstuhl
37. Schelinger Weide-Barzental, 48,9 ha, Stadt Vogtsburg im Kaiserstuhl
38. Schneckenberg 2,9 ha, Stadt Vogtsburg im Kaiserstuhl
39. Schollacher Moor, 3,1 ha, Gemeinde Eisenbach
40. Steinbruch Niederrotweil, 10,0 ha, Stadt Vogtsburg im Kaiserstuhl
41. Trockenaue Neuenburg am Rhein, 369,0 ha, Stadt Neuenburg am Rhein
42. Unteres Seebachtal, 65,0 ha, Stadt Titisee-Neustadt, Gemeinden Feldberg und Hinterzarten
43. Ursee, 30,4 ha, Gemeinde Lenzkirch
44. Vogelsang, 2,4 ha, Gemeinde Schallstadt
45. Wolfmoos, 54,1 ha, Gemeinde Lenzkirch
46. Wutachschlucht, 968,1 ha (davon 569,0 ha im Landkreis Breisgau-Hochschwarzwald), Gemeinden Friedenweiler, Lenzkirch, Stadt Löffingen
47. Zweribach, 95,4 ha, Gemeinden St. Märgen, St. Peter, Simonswald
48. Zwölferholz-Haid, 337,9 ha, Stadt Breisach, Gemeinde Merdingen

## Geschichte
Seit dem 8. Jahrhundert bildeten sich auf dem Gebiet des heutigen Kreises die Grafschaft Breisgau und die Grafschaft Baar heraus, die zum Herzogtum Alemannien gehörten. Der östliche Teil (Oberläufe von Donau und Neckar) waren unter den Karolingern Herrschaftsgebiet der Alaholfinger. Nach dem Zerfall des Frankenreichs 843 gehörte das Gebiet zum Ostfrankenreich und teilweise ab 920 zum Herzogtum Schwaben. Ab 1368 ging der Breisgau in den Besitz des Hauses Habsburg über (siehe Vorderösterreich). In der Baar herrschten die Fürsten von Fürstenberg, während das Gebiet südlich von Freiburg (Markgräflerland) in den Besitz der Markgrafen von Baden gelangte. Nach dem Ende der Napoleonischen Kriege kam 1805/06 das gesamte Gebiet des heutigen Landkreises zum Großherzogtum Baden.
Der Landkreis Breisgau-Hochschwarzwald wurde durch die Kreisreform am 1. Januar 1973 überwiegend aus den früheren Landkreisen Freiburg, Müllheim und Hochschwarzwald (Sitz in Neustadt im Schwarzwald) gebildet. Ferner kam die Gemeinde Unadingen vom Landkreis Donaueschingen zum Kreisgebiet. Weitere Gemeinden wurden in den Stadtkreis Freiburg eingegliedert. Vom Landkreis Müllheim kam der südliche Teil zum Landkreis Lörrach und vom ehemaligen Landkreis Hochschwarzwald gingen auch einige Gemeinden an den Landkreis Waldshut.
Am 1. Juli 1973 (Munzingen), am 1. September 1973 (Hochdorf) und am 1. Juli 1974 (Ebnet und Kappel) wurden weitere Gemeinden in den Stadtkreis Freiburg eingegliedert. Am 1. September 1973 wurde die Gemeinde Schönenbach, die dem Landkreis Waldshut angehörte, aufgenommen. Am 1. Januar 1974 wurde Kiechlinsbergen an den Landkreis Emmendingen abgetreten. Am 1. April 1974 folgte Leiselheim. Am 18. März 1975 kam Grünwald aus dem Landkreis Waldshut hinzu (Umgliederung von Bonndorf im Schwarzwald nach Lenzkirch).
Die drei Altkreise wurden 1939 aus den gleichnamigen Amtsbezirken gebildet, die zu Anfang des 19. Jahrhunderts damals noch in größerer Zahl errichtet worden waren, als das Gebiet zu Baden kam. Im Laufe der Geschichte wurden die Amtsbezirke mehrmals verändert, bis es 1936 nur noch die Ämter Freiburg, Müllheim, Neustadt im Schwarzwald und Staufen gab. Staufen wurde auf die Ämter Freiburg und Müllheim aufgeteilt. Der 1939 gebildete Landkreis Neustadt wurde 1956 in Landkreis Hochschwarzwald umbenannt.
Nach Abschluss der Gemeindereform umfasst der Landkreis Breisgau-Hochschwarzwald 50 Gemeinden, darunter zehn Städte. Größte und gleichzeitig jüngste Stadt ist Bad Krozingen (seit 1. September 2005), die zum 1. Januar 2025 zur Großen Kreisstadt ernannt wurde. Kleinste Gemeinde ist Heuweiler.

### Einwohnerstatistik

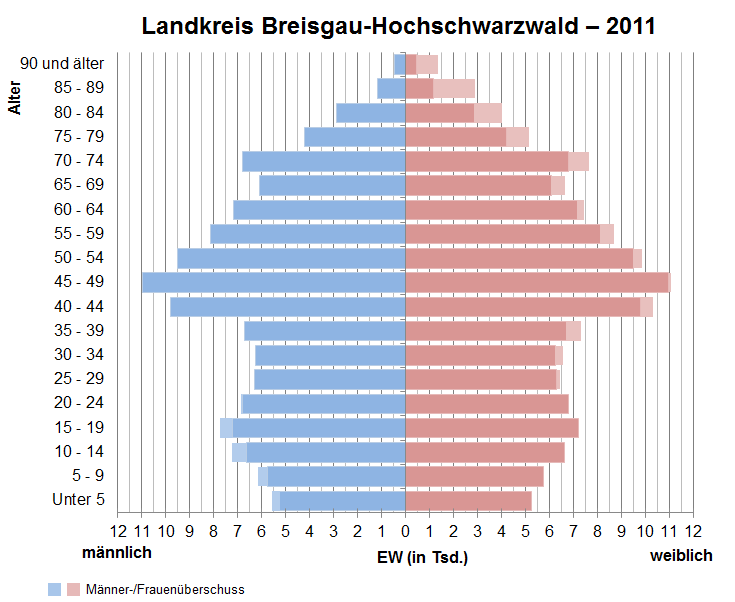
Bevölkerungspyramide für den Kreis Breisgau-Hochschwarzwald (Datenquelle: Zensus 2011)

Die Einwohnerzahlen sind Volkszählungsergebnisse (1987) oder amtliche Fortschreibungen des Statistischen Landesamts Baden-Württemberg (nur Hauptwohnsitze).
| Datum             | Einwohner |
| ----------------- | --------- |
| 31. Dezember 1973 | 181.335   |
| 31. Dezember 1975 | 187.104   |
| 31. Dezember 1980 | 199.911   |
| 31. Dezember 1985 | 207.466   |
| 25. Mai 1987      | 203.111   |
| 31. Dezember 1990 | 217.267   |

| Datum             | Einwohner |
| ----------------- | --------- |
| 31. Dezember 1995 | 230.839   |
| 31. Dezember 2000 | 240.545   |
| 31. Dezember 2005 | 249.535   |
| 31. Dezember 2010 | 251.266   |
| 31. Dezember 2015 | 257.334   |
| 31. Dezember 2020 | 264.867   |
| 31. Dezember 2022 | 269.948   |

Nach Untersuchungen des Statistischen Bundesamtes und des Statistischen Landesamtes Baden-Württemberg haben nirgendwo in Deutschland die Menschen eine höhere Lebenserwartung, als im Landkreis Breisgau-Hochschwarzwald, Männer werden im Schnitt 80,9 und Frauen 84,9 Jahre alt. Das veranlasste die Hochschwarzwald Tourismus GmbH, den Fotografen Manfred Baumann für ein Projekt zu gewinnen: Er fotografierte 15 Schwarzwälderinnen und Schwarzwälder, die dieses Durchschnittsalter schon überschritten haben, unter anderem den Olympiasieger Georg Thoma und den Großvater von Fabian Rießle. Daraus entstand die Ausstellung „Hoch leben die Wälder“ mit Texten und Tondokumenten über das Leben der Abgelichteten.

### Konfessionsstatistik
Laut Zensus 2011 waren 48,1 % der Einwohner römisch-katholisch, 26,6 % evangelisch und 25,2 % gehörten anderen Konfessionen oder Glaubensgemeinschaften an oder waren konfessionslos. Der Anteil der evangelischen und katholischen Kirchenmitglieder im Kreis ist seitdem jährlich um ca. 1 % gesunken. Gemäß dem Zensus 2022 waren 38,2 % der Einwohner katholisch, 20,9 % evangelisch, und 40,9 % waren konfessionslos, gehörten einer anderen Glaubensgemeinschaft an oder machten keine Angabe.

## Politik

### Kreistag
Der Kreistag wird von den Wahlberechtigten im Landkreis auf fünf Jahre gewählt. Die Kommunalwahl am 9. Juni 2024 führte zu dem in den Diagrammen dargestellten Ergebnis.
| Kreistagswahl Breisgau-Hochschwarzwald 2024Wahlbeteiligung: 65,7 % 403020100 31,723,816,913,47,74,12,10,30,2 CDUFWG-BHGrüneSPDAfDFDPLISBÖDPBasisGewinne und Verlusteim Vergleich zu 2019 %p 4 2 0 −2 −4 −6+2,1+0,8−5,4+0,6+2,8−2,0+0,8+0,3+0,2CDUFWG-BHGrüneSPDAfDFDPLISBÖDPBasis | Sitzverteilung im Kreistag Breisgau-Hochschwarzwald seit 2024Insgesamt 68 Sitze - LISB: 1 - SPD: 9 - Grüne: 12 - FWG-BH: 16 - FDP: 3 - CDU: 22 - AfD: 5 |

#### Ergebnisse der Kreistagswahlen seit 1989
| Parteien und Wählergemeinschaften | Parteien und Wählergemeinschaften                | % 2024 | Sitze 2024 | % 2019 | Sitze 2019 | % 2014  | Sitze 2014 | % 2009  | Sitze 2009 | % 2004 | Sitze 2004 | % 1999 | Sitze 1999 | % 1994 | Sitze 1994 | % 1989 | Sitze 1989 |
| CDU                               | Christlich Demokratische Union Deutschlands      | 31,7   | 22         | 29,6   | 20         | 39,95   | 28         | 39,45   | 31         | 45,2   | 34         | 49,7   | 37         | 42,8   | 32         | 44,8   | 34         |
| FW                                | Freie Wählergemeinschaft B-H                     | 23,8   | 16         | 23,0   | 15         | 18,75   | 12         | 20,75   | 13         | —      | —          | —      | —          | —      | —          | —      | —          |
| SPD                               | Sozialdemokratische Partei Deutschlands          | 13,4   | 9          | 12,8   | 9          | 16,48   | 11         | 16,23   | 10         | 15,3   | 10         | 17,9   | 11         | 21,7   | 16         | 21,4   | 14         |
| GRÜNE                             | Bündnis 90/Die Grünen                            | 16,7   | 12         | 22,3   | 14         | 15,99   | 12         | 14,11   | 9          | 13,7   | 9          | 9,1    | 6          | 13,1   | 9          | 10,7   | 7          |
| FDP                               | Freie Demokratische Partei                       | 4,1    | 3          | 6,1    | 4          | 4,79    | 3          | 8,93    | 6          | 7,1    | 4          | 7,1    | 4          | 6,6    | 4          | 8,4    | 5          |
| AfD                               | Alternative für Deutschland                      | 7,7    | 5          | 4,9    | 3          | 4,05    | 3          | —       | —          | —      | —          | —      | —          | —      | —          | —      | —          |
| LINKE/LISB                        | Die Linke / Linke Liste Breisgau-Hochschwarzwald | 2,1    | 1          | 1,3    | 1          | —       | —          | 0,53    | —          | —      | —          | —      | —          | —      | —          | —      | —          |
| ÖDP                               | Ökologisch-Demokratische Partei                  | 0,3    | 0          | —      | —          | —       | —          | —       | —          | —      | —          | —      | —          | —      | —          | —      | —          |
| dieBasis                          | Basisdemokratische Partei Deutschland            | 0,2    | 0          | —      | —          | —       | —          | —       | —          | —      | —          | —      | —          | —      | —          | —      | —          |
| WG*                               | Wählervereinigungen                              | —      | —          | —      | —          | —       | —          | —       | —          | 18,8   | 12         | 16,2   | 9          | 13,9   | 9          | 12,9   | 8          |
| REP                               | Die Republikaner                                 | —      | —          | —      | —          | —       | —          | —       | —          | —      | —          | —      | —          | 1,9    | 1          | 1,7    | 1          |
| Gesamt                            | Gesamt                                           | 100,0  | 68         | 100,0  | 66         | 100,0   | 69         | 100,0   | 69         | 100,0  | 69         | 100,0  | 67         | 100,0  | 71         | 100,0  | 69         |
| Wahlbeteiligung                   | Wahlbeteiligung                                  | 65,7 % | 65,7 %     | 63,34% | 63,34%     | 54,65 % | 54,65 %    | 56,34 % | 56,34 %    | 57,8 % | 57,8 %     | 57,2 % | 57,2 %     | 70,1 % | 70,1 %     | 66,2 % | 66,2 %     |

* Wählervereinigungen von 1989 bis 2004 nicht auf einzelne Wählergruppen aufgeschlüsselt

### Landrat
Dieser ist gesetzlicher Vertreter und Repräsentant des Landkreises sowie Vorsitzender des Kreistags und seiner Ausschüsse. Er leitet das Landratsamt und ist Beamter des Kreises.
Zu seinem Aufgabengebiet zählen die Vorbereitung der Kreistagssitzungen sowie seiner Ausschüsse. Er beruft Sitzungen ein, leitet diese und vollzieht die dort gefassten Beschlüsse. In den Gremien hat er kein Stimmrecht. Sein Stellvertreter ist der erste Landesbeamte.
Die Landräte des Landkreises Freiburg 1945–1972:
| Amtszeit  | Name                            |
| --------- | ------------------------------- |
| 1945–1947 | Manfred Pfister (kommissarisch) |
| 1947–1953 | Franz Schühly                   |
| 1953–1968 | Alfons Oswald                   |
| 1968–1972 | Emil Schill                     |

Die Landräte des Landkreises Hochschwarzwald 1945–1972 (bis 1956 Landkreis Neustadt):
| Amtszeit  | Name                            |
| --------- | ------------------------------- |
| 1945:     | Rudolf Kohlhepp (kommissarisch) |
| 1946:     | Gerhard Schwoerer               |
| 1947–1949 | Ernst Ballweg (kommissarisch)   |
| 1949–1972 | Alfred Mallebrein               |

Die Landräte des Landkreises Müllheim 1945–1972:
| Amtszeit  | Name                        |
| --------- | --------------------------- |
| 1945–1947 | Adolf Bachmann              |
| 1947:     | Fritz Höfer (kommissarisch) |
| 1947–1972 | Berthold Allgaier           |

Die Landräte des Landkreises Breisgau-Hochschwarzwald seit 1973:
| Amtszeit  | Name                        |
| --------- | --------------------------- |
| 1972–1993 | Emil Schill                 |
| 1993–2008 | Jochen Glaeser              |
| 2008–2024 | Dorothea Störr-Ritter (CDU) |
| seit 2024 | Christian Ante              |

### Wappen
Beschreibung:

Flagge des Landkreises Breisgau-Hochschwarzwald

Gespalten: vorne in Rot ein silberner Balken, hinten in Gold ein roter Schrägbalken; im goldenen Herzschild ein schwarzer Adler
Bedeutung:
Die vordere Teil des Wappens erinnert an die historische Zugehörigkeit des Breisgaus zu Vorderösterreich (rot-weiß-rot), der hintere Teil an die langjährige Zugehörigkeit großer Teile des Kreisgebiets zur Markgrafschaft Baden (gelb-rot-gelb). Der Adler in der Mitte stammt vom Wappen der Herzöge von Zähringen beziehungsweise Grafen von Freiburg und Fürsten von Fürstenberg, die ebenfalls über Teile des Gebietes herrschten. Zudem ist der Adler auch Teil des Wappens der Stadt Breisach am Rhein. Das Wappen wurde dem neuen Landkreis Breisgau-Hochschwarzwald am 2. August 1974 verliehen.

Wappen der Zähringer
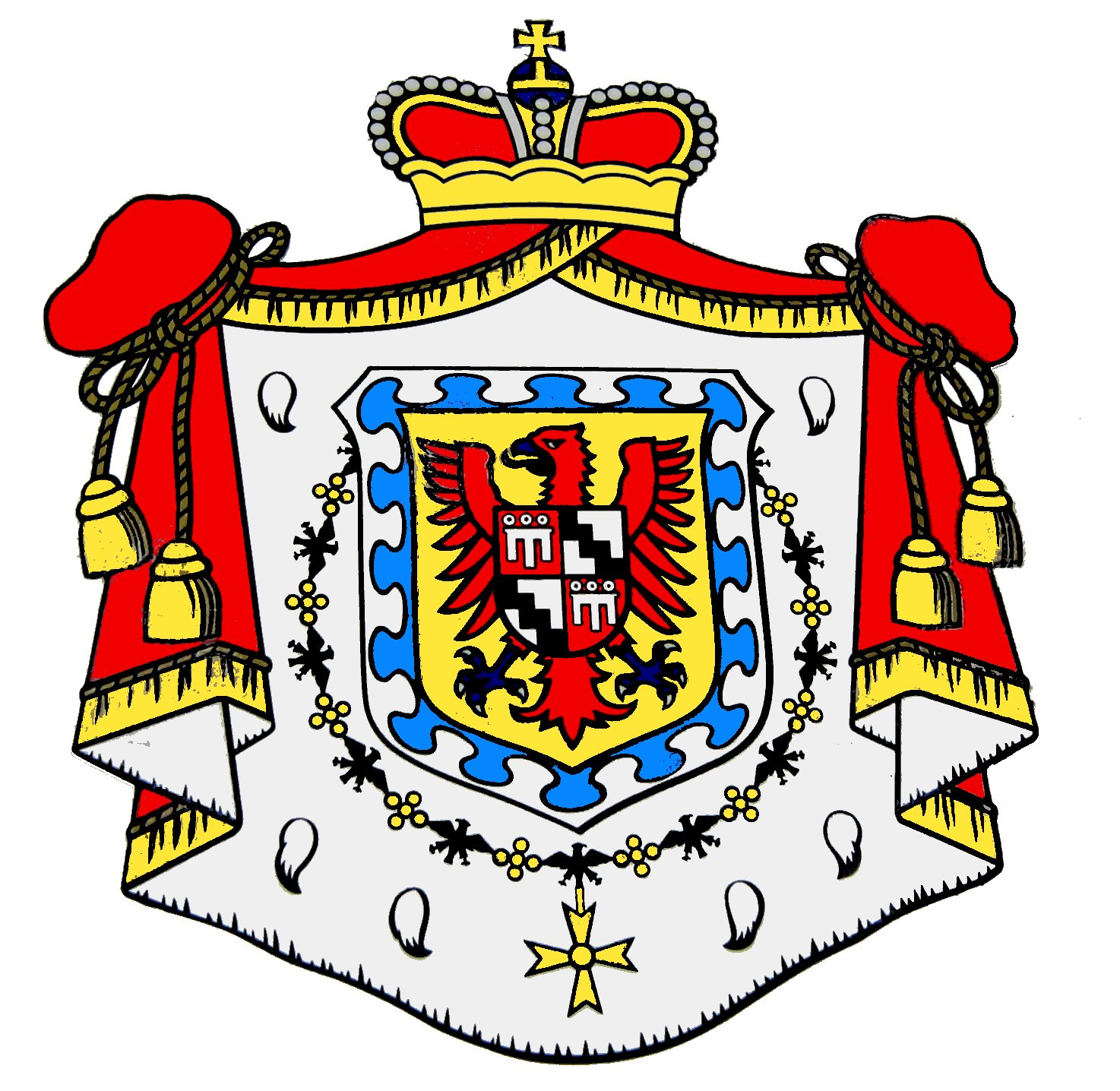
Wappen der Fürstenberger
Wappen der Stadt Breisach

### Flagge
Die Flagge wird als Hängebannerversion gehisst, also hochkant. Die Farben sind aus dem Wappen entnommen und spiegeln die badische und die vorderösterreichische Herkunft wider. Diese Flagge wird in dieser Version seit dem 15. März 1989 verwendet. Sie wird nur von den Behörden und Institutionen des Landkreises benutzt. Es gibt eine Zivilversion dieser Flagge ohne das Wappen. Diese darf von der Bevölkerung benutzt werden. In vielen Kreisflaggen der Landkreise des ehemaligen Landes Baden sind die Farben „rot“ und „gelb“ als Hintergrund verwendet worden. Die alte badische Flagge von 1871 bis 1891 hatte einen roten und einen gelben waagerechten Streifen.

## Theater
Die Festspiele in Breisach am Rhein sind das größte Theater im Landkreis Breisgau-Hochschwarzwald. Es bietet von Juni bis September eines Jahres Freilichtinszenierungen.

## Wirtschaft und Infrastruktur
Im Zukunftsatlas 2016 belegte der Landkreis Breisgau-Hochschwarzwald Platz 149 von 402 Landkreisen, Kommunalverbänden und kreisfreien Städten in Deutschland und zählt damit zu den Regionen mit „ausgeglichenem Chancen-Risiko Mix“.
Wichtige Wirtschaftszweige sind der Fremdenverkehr, insbesondere durch die Thermalquellen in Bad Krozingen und Badenweiler, und der Weinbau in der Rheinebene. Hinzu kommt der Hochschwarzwald als beliebtes Urlaubsziel für Wintersportler und Wanderer.
Größere Arbeitgeber im industriellen Sektor sind in Eisenbach (Hochschwarzwald) (Uhrmacherei) und Lenzkirch (Umweltmessinstrumente).
Viele Arbeitnehmer pendeln nach Freiburg im Breisgau, das vom Landkreis fast vollständig umschlossen ist.

### Verkehr

#### Straße
Durch den Landkreis verlaufen von Nord nach Süd zwei große Fernstraßen, zum einen die Bundesautobahn 5 Karlsruhe – Basel und die Bundesstraße 3 Karlsruhe – Basel. Von Breisach im Westen führt die Bundesstraße 31 nach Osten in den Schwarzwald. Die Straßen kreuzen sich in Freiburg im Breisgau.

#### Radverkehr
Der Landkreis Breisgau-Hochschwarzwald soll durch den Ausbau eines vorhandenen Radwegeneztes zu Radschnellwegen besser an Freiburg angebunden werden. Der RS 6 als Radschnellweg von Freiburg nach Emmendingen bzw. Waldkirch verbindet Gundelfingen mit Zähringen und Herdern. Der Radschnellweg von Kirchzarten verläuft über Zarten nach Ebnet und die Oberau. Der Radschnellweg von Bad Krozingen und Müllheim verbindet Bad Krozingen über Ehrenkirchen, Pfaffenweiler, Ebringen und Schallstadt mit St. Georgen. Der Radschnellweg von Breisach verläuft über Ihringen, Gottenheim, Umkirch und die March nach Landwasser und Brühl.
Heute verlaufen durch den Landkreis Breisgau-Hochschwarzwald die folgenden Alltagsrouten aus dem Radnetz Baden-Württemberg:
- Von Emmendingen an Denzlingen vorbei kommend über Gundelfingen nach Freiburg und weiter über Bad Krozingen und Müllheim im Markgräflerland Richtung Weil am Rhein
- Von Waldkirch kommend nach Gundelfingen
- Von Colmar und Neuf-Brisach kommend über Breisach nach Freiburg und weiter über Kirchzarten, Hinterzarten, Titisee-Neustadt und an Löffingen vorbei Richtung Donaueschingen. Die Strecke von Kirchzarten nach Hinterzarten wird aber erst in der Zukunft ("Zielnetz") alltagstauglich gebaut. Die heutige Strecke hat eher touristischen Charakter.
- Von Müllheim über Neuenburg am Rhein Richtung Chalampé und Mulhouse.

Zudem gibt es ein Radverkehrskonzept des Landkreises.
Durch den Landkreis verlaufen die folgenden Landes-Radfernwege: 
- Der baden-württembergische Rheinradweg von Konstanz bis Mannheim ist Teil der rechtsrheinischen Variante des Rheinradwegs, der von der Quelle des Rheins am Oberalppass im Schweizer Kanton Graubünden bis zur Mündung bei Rotterdam führt. Von Weil am Rhein her verläuft er am Rhein bis kurz vor Steinenstadt, weiter über Neuenburg und Grißheim, ab dann wieder am Rhein über Breisach bis Weisweil. Er ist als Eurovelo-Route 15 (Rheinradweg)[19] und als D-Route 8 (Rhein-Route)[20] ausgewiesen.
- Der Südschwarzwald-Radweg führt als Rundweg von Hinterzarten über Waldshut-Tiengen, Basel und Freiburg rund um den Naturpark Südschwarzwald. In Steinenstadt trifft der von Weil am Rhein kommende Hauptweg mit der Variante zusammen, die ab Rheinfelden (Baden) über Lörrach und Kandern verläuft. Bis Grißheim verläuft der Weg gemeinsam mit dem Rheinradweg, danach führt der Radfernweg über Heitersheim und Bad Krozingen nach Freiburg und weiter über Kirchzarten nach Hinterzarten, das als Start- und Endpunkt des Südschwarzwald-Radwegs gilt, wobei für das letzte Stück wegen des großen Höhenunterschieds die Nutzung der Bahn empfohlen wird. Ab Hinterzarten führt die Route nach Titisee-Neustadt und auf dem Bähnle-Radweg[21] über Lenzkirch Richtung Bonndorf im Schwarzwald.
- Der Schwarzwald-Panorama-Radweg führt von Pforzheim, Freudenstadt, Schramberg (Stadtteil Sulgen), Villingen und Bräunlingen nach Titisee-Neustadt, auf dem Bähnle-Radweg Richtung Bonndorf und schließlich weiter nach Waldshut-Tiengen.
- Der Badische Weinradweg[22] führt von Grenzach-Wyhlen nach Schliengen und oberhalb des Rheintals über Müllheim, Staufen im Breisgau und Bad Krozingen nach Schallstadt. Nun gibt es zwei Varianten: Am Tuniberg entlang nach Ihringen und über den Kaiserstuhl nach Sasbach am Kaiserstuhl oder weiter am Rande des Rheintals über Freiburg nach Emmendingen. Die Varianten treffen sich in Malterdingen wieder, das Ziel des gesamten Weges ist Laudenbach im Norden Baden-Württembergs.

Zur Neuausschreibung des Fahrradverleihsystems Frelo ab dem Jahr 2026 hatten alle Gemeinden des Landkreises die Möglichkeit, sich an dem Leihradsystem zu beteiligen. Gundelfingen, Merzhausen, Umkirch, March, Bad Krozingen, Schallstadt, Kirchzarten, Ebringen, Gottenheim, Bötzingen und Staufen haben von dieser Möglichkeit Gebrauch gemacht. Für die übrigen Gemeinden besteht 2028 bzw. 2029 erneut die Option, einzusteigen.

#### Schiene
Die Stadt Freiburg ist ein wichtiger Bahnknoten in der oberrheinischen Tiefebene geworden. Den Anfang machte die Badische Staatsbahn mit der Rheintalbahn Karlsruhe–Basel als Hauptachse, die 1845 von Offenburg bis hierher und zwei Jahre später bis Müllheim und 1855 bis Basel weitergeführt wurde.
Von dieser Strecke wurden 1878 zwei Querverbindungen über den Rhein in das seinerzeit deutsche Elsass gebaut:
- in Richtung Colmar die schon 1871 von Freiburg bis Breisach eröffnete Strecke und
- in Richtung Mülhausen eine Strecke von Müllheim über Neuenburg.

Im Jahre 1887 erreichte die von Freiburg ausgehende Höllentalbahn Neustadt im Schwarzwald und 1901 Donaueschingen über Löffingen. Dazu kam 1907 die von ihr nahe Neustadt abzweigende Nebenbahn Kappel-Gutachbrücke–Lenzkirch–Bonndorf. Die 1926 von der Deutschen Reichsbahn in Betrieb genommene Dreiseenbahn Titisee–Seebrugg hat in Feldberg-Bärental in 967 m Meereshöhe den höchstgelegenen Bahnhof im Netz der Deutschen Bahn.
Zum heutigen Netz der Südwestdeutschen Verkehrs AG (SWEG) gehören die 1894/1895 vom Badischen Eisenbahn-Konsortium eröffneten Strecken der Kaiserstuhlbahn Gottenheim–Endingen am Kaiserstuhl und Breisach–Endingen, die ebenfalls 1894 von Vering & Waechter gebaute Strecke Bad Krozingen–Staufen–Sulzburg und die in Staufen abzweigende Münstertalbahn – entstanden 1916 unter der Regie der Deutschen Eisenbahn-Betriebsgesellschaft.
Eine Besonderheit stellte die 1896 von der Müllheim-Badenweiler Eisenbahn eröffnete Schmalspurbahn dar, die 1914 in eine straßenbahnähnliche elektrische Bahn umgewandelt wurde.
Das Eisenbahnnetz umfasste nunmehr 208 km Strecken. Davon wurden inzwischen 26 km stillgelegt:
- 1945: Breisach–Neu Breisach/Elsass (anteilig im heutigen Landkreis ein Kilometer)
- 1955: Müllheim Bhf–Badenweiler (acht Kilometer, Meterspur, elektrischer Betrieb)
- 1976 (Reisezugverkehr 1966): Kappel-Gutachbrücke–Bonndorf (anteilig elf Kilometer)
- 1973/1996 (Reisezugverkehr 1969): Staufen–Grunern–Sulzburg (sechs Kilometer)

Die grenzüberschreitende Strecke Müllheim–Neuenburg–Mülhausen/Elsass (anteilig vier Kilometer, elektrischer Betrieb) wurde über mehrere Jahrzehnte auch im deutschen Streckenabschnitt nicht von planmäßigen Reisezügen befahren.
Der Landkreis Breisgau-Hochschwarzwald hat sich gemeinsam mit dem nördlichen Nachbarlandkreis Emmendingen und der Stadt Freiburg Ende der 1980er-Jahre zum Regio-Verkehrsverbund Freiburg (RVF) zusammengeschlossen (ÖPNV). Mit der so genannten Regio-Karte wurde damals zum ersten Mal eine einheitliche Monatsfahrkarte für das gesamte Gebiet eingeführt. Die Reisezugleistungen auf der Strecke Freiburg–Breisach werden seit 1997 durch die Breisgau-S-Bahn erbracht. Die Neuausschreibung fast aller Personennahverkehrsleistungen auf den Eisenbahnstrecken im Landkreis wurde bereits durchgeführt, sodass nach deren vollständiger Elektrifizierung die neuen Verkehrsverträge in Kraft treten können.

#### Schiffs- und Flugverkehr
Der einzige Hafen des Landkreises liegt in Breisach am Rhein.
Der Landkreis Breisgau-Hochschwarzwald liegt im Einzugsbereich des Euro-Airport Basel-Mulhouse-Freiburg.

### Kreiseinrichtungen
Der Landkreis Breisgau-Hochschwarzwald ist Träger folgender Schulen:
- Albert-Schweitzer-Gymnasium Gundelfingen
- Faust-Gymnasium Staufen im Breisgau
- Kreisgymnasium Bad Krozingen
- Kreisgymnasium Hochschwarzwald in Titisee-Neustadt
- Kreisgymnasium Neuenburg
- Marie-Curie-Gymnasium Kirchzarten
- Markgräfler Gymnasium Müllheim
- Martin-Schongauer-Gymnasium Breisach

Ferner ist er Träger folgender beruflicher Schulen:
- Georg-Kerschensteiner-Schule (Gewerbliche und Hauswirtschaftlich-Sozialpflegerische Schule mit Technischem Gymnasium) Müllheim
- Gewerbeschule Breisach am Rhein mit Internat
- Hans-Thoma-Schule (Gewerbliche, Hauswirtschaftliche und Kaufmännische Schule) Titisee-Neustadt
- Kaufmännische Schule Müllheim (u. a. mit Wirtschaftsgymnasium)
- Fachschule für Landwirtschaft Freiburg mit Internat, ferner der Sonderschule Malteserschlossschule für Geistigbehinderte Heitersheim.

Gemeinsam mit der Stadt Freiburg im Breisgau ist der Landkreis Breisgau-Hochschwarzwald auch Träger der Edith-Stein-Schule (Hauswirtschaftliche, Sozialpflegerische und Landwirtschaftliche Schule) Freiburg im Breisgau, der Sonderpädagogischen Bildungs- und Beratungszentren Günterstal in Freiburg im Breisgau (Förderschwerpunkt geistige Entwicklung), der Richard-Mittermaier-Schule Freiburg im Breisgau (Förderschwerpunkt geistige Entwicklung) und der Sprachheilschule in Freiburg im Breisgau (Förderschwerpunkt Sprache).
Bis 1998 war der Landkreis Breisgau-Hochschwarzwald Träger der drei Kreiskrankenhäuser Breisach am Rhein, Müllheim (Baden) und Titisee-Neustadt. Dann wurden diese Kliniken in die Trägerschaft der Helios Kliniken GmbH übergeben. Der Landkreis ist im Aufsichtsrat dieser Gesellschaft vertreten.

## Städte und Gemeinden
(Einwohner am 31. Dezember 2024)
| Städte 1. Bad Krozingen, Große Kreisstadt (21.755) 2. Breisach am Rhein (16.487) 3. Heitersheim (6577) 4. Löffingen (7692) 5. Müllheim im Markgräflerland (20.097) 6. Neuenburg am Rhein (12.690) 7. Staufen im Breisgau (8459) 8. Sulzburg (2794) 9. Titisee-Neustadt (12.797) 10. Vogtsburg im Kaiserstuhl (6234) |
| Gemeinden 1. Au (1501) 2. Auggen (2797) 3. Badenweiler (4629) 4. Ballrechten-Dottingen (2485) 5. Bollschweil (2324) 6. Bötzingen (5544) 7. Breitnau (1850) 8. Buchenbach (3144) 9. Buggingen (4449) 10. Ebringen (2859) 11. Ehrenkirchen (7813) 12. Eichstetten am Kaiserstuhl (3780) 13. Eisenbach (Hochschwarzwald) (2138) 14. Eschbach (2464) 15. Feldberg (Schwarzwald) (1956) 16. Friedenweiler (2035) 17. Glottertal (3225) 18. Gottenheim (3156) 19. Gundelfingen (12.168) 20. Hartheim am Rhein (4887) 21. Heuweiler (1159) 22. Hinterzarten (2510) 23. Horben (1204) 24. Ihringen (6308) 25. Kirchzarten (10.266) 26. Lenzkirch (5201) 27. March (9309) 28. Merdingen (2668) 29. Merzhausen (5584) 30. Münstertal/Schwarzwald (5043) 31. Oberried (2773) 32. Pfaffenweiler (2604) 33. Schallstadt (6937) 34. Schluchsee (2577) 35. Sölden (1271) 36. St. Märgen (1993) 37. St. Peter (2727) 38. Stegen (4413) 39. Umkirch (5755) 40. Wittnau (1470) |

Vereinbarte Verwaltungsgemeinschaften und Gemeindeverwaltungsverbände
1. Vereinbarte Verwaltungsgemeinschaft der Stadt Bad Krozingen mit der Gemeinde Hartheim
2. Vereinbarte Verwaltungsgemeinschaft der Stadt Breisach am Rhein mit den Gemeinden Ihringen und Merdingen
3. Gemeindeverwaltungsverband „Dreisamtal“ mit Sitz in Kirchzarten; Mitgliedsgemeinden: Buchenbach, Kirchzarten, Oberried und Stegen
4. Vereinbarte Verwaltungsgemeinschaft der Gemeinde Ehrenkirchen mit der Gemeinde Bollschweil
5. Vereinbarte Verwaltungsgemeinschaft der Gemeinde Gundelfingen mit der Gemeinde Heuweiler
6. Vereinbarte Verwaltungsgemeinschaft der Stadt Heitersheim mit den Gemeinden Ballrechten-Dottingen und Eschbach
7. Gemeindeverwaltungsverband „Verwaltungsgemeinschaft Hexental“ mit Sitz in Merzhausen; Mitgliedsgemeinden: Au, Horben, Merzhausen, Sölden und Wittnau
8. Vereinbarte Verwaltungsgemeinschaft der Gemeinde Hinterzarten mit der Gemeinde Breitnau
9. Gemeindeverwaltungsverband „Kaiserstuhl-Tuniberg“ mit Sitz in Bötzingen; Mitgliedsgemeinden: Bötzingen, Eichstetten und Gottenheim
10. Vereinbarte Verwaltungsgemeinschaft der Stadt Löffingen mit der Gemeinde Friedenweiler
11. Gemeindeverwaltungsverband March-Umkirch mit Sitz in March; Mitgliedsgemeinden: March und Umkirch
12. Gemeindeverwaltungsverband Müllheim-Badenweiler mit Sitz in Müllheim; Mitgliedsgemeinden: Städte Müllheim und Sulzburg sowie Gemeinden Auggen, Badenweiler und Buggingen
13. Gemeindeverwaltungsverband St. Peter mit Sitz in St. Peter; Mitgliedsgemeinden: Glottertal, St. Märgen und St. Peter
14. Vereinbarte Verwaltungsgemeinschaft der Gemeinde Schallstadt mit den Gemeinden Ebringen und Pfaffenweiler
15. Vereinbarte Verwaltungsgemeinschaft der Gemeinde Schluchsee mit der Gemeinde Feldberg (Schwarzwald)
16. Gemeindeverwaltungsverband Staufen-Münstertal mit Sitz in Staufen im Breisgau; Mitgliedsgemeinden: Stadt Staufen im Breisgau und Gemeinde Münstertal/Schwarzwald
17. Vereinbarte Verwaltungsgemeinschaft der Stadt Titisee-Neustadt mit der Gemeinde Eisenbach (Hochschwarzwald)

## Gemarkungen
Die Gemeinden werden in 133 Gemarkungen untergliedert.

Siehe Hauptartikel Liste der Gemarkungen im Landkreis Breisgau-Hochschwarzwald.

Siehe auch: Liste der Orte im Landkreis Breisgau-Hochschwarzwald

## Kfz-Kennzeichen
Am 1. Januar 1973 wurde dem Landkreis das seit dem 1. Juli 1956 für den Landkreis Freiburg gültige Unterscheidungszeichen FR zugewiesen. Es wird durchgängig bis heute ausgegeben.
Am 14. November 2022 stimmte der Kreistag Breisgau-Hochschwarzwald für die Wiedereinführung der Unterscheidungszeichen MÜL und NEU im Rahmen der Kennzeichenliberalisierung. Der Ausgabestart beider Unterscheidungszeichen war am 2. Oktober 2023.
Bis in die 1990er Jahre erhielten Fahrzeuge aus den Altkreisen besondere Erkennungsnummern:
| Gebiet                        | Buchstaben    | Zahlen        |
| ----------------------------- | ------------- | ------------- |
| Altkreis Freiburg im Breisgau | A bis Z       | 1 bis 999     |
| Altkreis Freiburg im Breisgau | AA bis TZ     | 1 bis 99      |
| Altkreis Freiburg im Breisgau | H bis M       | 1000 bis 9999 |
| Altkreis Freiburg im Breisgau | S bis U       | 1000 bis 9999 |
| Altkreis Müllheim             | UA bis WZ     | 1 bis 99      |
| Altkreis Müllheim             | A, C, N, P, V | 1000 bis 9999 |
| Altkreis Hochschwarzwald      | XA bis ZZ     | 1 bis 99      |
| Altkreis Hochschwarzwald      | D, E, R       | 1000 bis 9999 |